# Soportújar
Soportújar es una localidad y municipio español situado en la parte noroeste de la comarca de la Alpujarra Granadina, en la provincia de Granada, comunidad autónoma de Andalucía. Limita con los municipios de Cáñar, Carataunas, Pampaneira, Bubión y Lanjarón. Por su término discurre el río Chico.
La mayor parte del municipio soportujero está integrado en el Parque Nacional de Sierra Nevada.

## Toponimia
Al menos hasta el siglo XVI esta población es conocida por el nombre de "Xabotaya" o "Soborcoxar", ambos topónimos de origen desconocido. La etimología popularmente aceptada del nombre es «lugar de soportales», del término latino "soportal", por lo que existe la creencia de que el municipio ya estaba poblado en tiempos de los romanos.

## Historia
Soportújar nace como núcleo urbano a partir de una alquería que en el siglo XIII dependía de la taha de Órgiva. Hasta finales del siglo XVI estuvo habitado por musulmanes que introdujeron el sistema de regadío.
Como parte del Señorío de Órgiva fue concedida a los hijos cristianos de Muley Hacén y posteriormente, como recompensa por el aplastamiento de la primera revuelta morisca, al Gran Capitán el 26 de septiembre de 1499. Por entonces era una población habitada por unas setenta familias moriscas. Como toda la comarca, tuvo especial protagonismo en la sublevación de Abén Humeya en el siglo XVI (1568-1571) y pagó las consecuencias con su despoblamiento tras la expulsión de los moriscos
El Rey Felipe II, en 1572, entregó el lugar a veintisiete familias cristianas traídas de Jaén, Montilla, Carcabuey, Yuste, Castilla la Vieja y Granada, a las que se les otorgó la titularidad pública de casi todo el término municipal, que pasó a pertenecer al común de los vecinos.
En esa época Soportújar era una pequeña aldea que con el paso de los siglos fue ganando población. Así el Catastro de Ensenada, de mediados del siglo XVIII, indica que el municipio tenía alrededor de setecientos habitantes. Desde entonces ha conservado el carácter típico de la zona y se ha mantenido con un pequeño censo de población.
Decisiva también la desamortización civil de Madoz, realizada a partir de 1855, y en la que sacan a subasta las tierras que hasta entonces habían pertenecido al común de los vecinos; el municipio se vendió en lotes al mejor postor. El mismo Madoz, en su Diccionario geográfico-estadístico-histórico de España y sus posesiones de Ultramar, describe la población hacia 1840.
Las lluvias torrenciales de 1863 eliminaron valiosas fincas de regadío en torno al río Chico que fueron sustituidas por un enorme socavón, al deslizarse en masa toda la ladera. La sustitución de los cultivos arbóreos por trigo y ganadería trajo consigo los corrimientos de tierra, que aún son relativamente frecuentes en años de lluvias.
En 1869, el pueblo de Soportújar solicita al Congreso la anulación de un crédito de 31 000 escudos, del que los vecinos eran partícipes por imposibilidad de realizar el pago.
Hacia 1870, Soportújar, que contaba por entonces con 669 habitantes, (Memoria sobre las Bibliotecas Populares, de Felipe Picatoste, 1870) era uno de los pocos pueblos en Granada que contaba con una biblioteca popular, con unos ciento sesenta volúmenes donados por el Ministerio de Fomento a petición del Director de la Escuela, D. Fernando Delgado Tobar.
Durante la Guerra Civil Soportújar se encontró en la zona sublevada. Aunque no hubo víctimas mortales, se dejarán notar y mucho las secuelas de las destrucción, pobreza y hambre que todo conflicto conlleva.
A partir de los años 1950 comenzó la emigración masiva hacia Barcelona, Bilbao, Alemania y Francia, principalmente, por lo que bajó el número de habitantes censados: si en 1950 había 837 hab., en 1975 apenas superaban los 200. Entre 1950 y 1980, Soportújar perdió las dos terceras partes de su población.
A partir de los años 1980 Soportújar mejoró las condiciones de bienestar y comenzaron a retornar algunos emigrantes. Desde entonces, la población, aunque envejecida, se mantiene estable o en ligero descenso. Actualmente se promociona el turismo rural a través del Proyecto Embrujo, y el senderismo. En las últimas décadas se han asentado en el municipio ciudadanos británicos y alemanes —entre otros—, gracias a los cuales se mantienen sus datos de población.

## Geografía

### Situación
Integrado en la comarca de la Alpujarra Granadina, se encuentra situado a 61 kilómetros de la capital provincial, a 141 de Almería, a 152 de Jaén y a 348 de Murcia. El término municipal está atravesado por la carretera A-4132, que conecta Órgiva con Trevélez.
| Noroeste: Cáñar, Lanjarón, Bubión y Pampaneira | Norte: Pampaneira | Nordeste: Pampaneira             |
| Oeste: Cáñar                                   |                   | Este: Pampaneira                 |
| Suroeste: Carataunas                           | Sur: Carataunas   | Sureste: Carataunas y Pampaneira |

## Demografía
Soportújar cuenta con una población de 278 habitantes (INE 2024).
| Gráfica de evolución demográfica de Soportújar entre 1842 y 2021                                                    |
| |
| Población de derecho según los censos de población del INE Población de hecho según los censos de población del INE |

Según el Instituto Nacional de Estadística de España, Soportújar cuenta con una población de 278 habitantes (INE 2024). que se distribuyen de la siguiente manera:
| Unidad poblacional | Hab. |
| ------------------ | ---- |
| Soportújar         | 236  |
| diseminado         | 29   |
| TOTAL              | 265  |

## Economía

### Evolución de la deuda viva municipal
| Gráfica de evolución de la deuda viva del Ayuntamiento de Soportújar entre 2008 y 2019                                |
| |
| Deuda viva del Ayuntamiento de Soportújar en miles de euros según datos del Ministerio de Hacienda y Función Pública. |

## Símbolos
Soportújar cuenta con un escudo y bandera adoptados oficialmente el 14 de octubre de 2014.

### Escudo
Su descripción heráldica es la siguiente:

Escudo siniestrado. En el cuartel del centro, en campo de azur (azul), una bruja sobre una escoba de sable (negro). En el flanco siniestro, tres cuarteles. En el del jefe en campo de plata (blanco), un león de sable, lampasado de gules (rojo), en el del centro, en campo de oro (amarillo), tres fajas de gules. En la punta, en campo de plata, seis roeles de sable. Bordura de gules cargada con cuatro castillos de oro, aclarados de azur que consta de tres torres y cuatro granadas al natural entreabiertas de gules y foliadas, afrontados. Al timbre la corona real cerrada.

### Bandera
La enseña del municipio tiene la siguiente descripción:

Paño o bandera rectangular, de proporciones 2/3 (del asta al batiente), terciado en vertical por tres franjas de igual anchura. La del asta carmesí, la central blanca, la del batiente negra. Al centro, sobrepuesto el escudo municipal.

## Administración y política
Los resultados en Soportújar de las últimas elecciones municipales, celebradas en mayo de 2023, son:
| Elecciones Municipales - Soportújar (2023) | Elecciones Municipales - Soportújar (2023) | Elecciones Municipales - Soportújar (2023) | Elecciones Municipales - Soportújar (2023) | Elecciones Municipales - Soportújar (2023) |
| Partido político                           | Partido político                           | Votos                                      | Votos                                      | Concejales                                 |
| ------------------------------------------ | ------------------------------------------ | ------------------------------------------ | ------------------------------------------ | ------------------------------------------ |
|                                            | Partido Socialista Obrero Español (PSOE)   | 158                                        | 90,80 %                                    | 7                                          |
|                                            | Partido Popular (PP)                       | 15                                         | 8,62 %                                     | 0                                          |

## Servicios públicos

### Sanidad
El municipio cuenta con un consultorio médico de atención primaria situado en la Carretera, s/n, dependiente del Área de Gestión Sanitaria Sur de Granada. El servicio de urgencias está en el centro de salud de Órgiva, y el área hospitalaria de referencia es el Hospital Santa Ana de Motril.

## Cultura

### Fiestas
Las fiestas de este municipio se celebran en enero dedicadas a San Antón, y en agosto a San Roque.

Procesión de San Roque y San Antón

En las fiestas de San Antón se enciende un chisco, que es una gran hoguera con leña que procede de la limpieza de los bosques de la sierra, junto al que se celebra una parrillada. Durante estas fiestas se celebra el entierro de la zorra, que consiste en construir un muñeco que imita a este animal, pasearlo por las calles, donde recibe los ‘responsos’ de los vecinos, y quemarlo por último con petardos y cohetes.
La fiesta más promovida por el ayuntamiento es la llamada Feria del Embrujo, que se celebra desde 2009 cada agosto durante una semana, y en la que se pone de manifiesto la tradición de brujos y brujas de Soportújar, que no es tal, sino exclusivamente basada en el mote tradicional de los habitantes. Durante la Feria del Embrujo hay actuaciones musicales, pasacalles y actividades infantiles.
La fiesta mayor del pueblo es en honor a San Roque y se celebra en agosto.
El Domingo de Resurrección se caracteriza un muñeco como judas, se cuelga en algún lugar del pueblo y se quema como figuración de la quema del mal.

### Lugares de interés

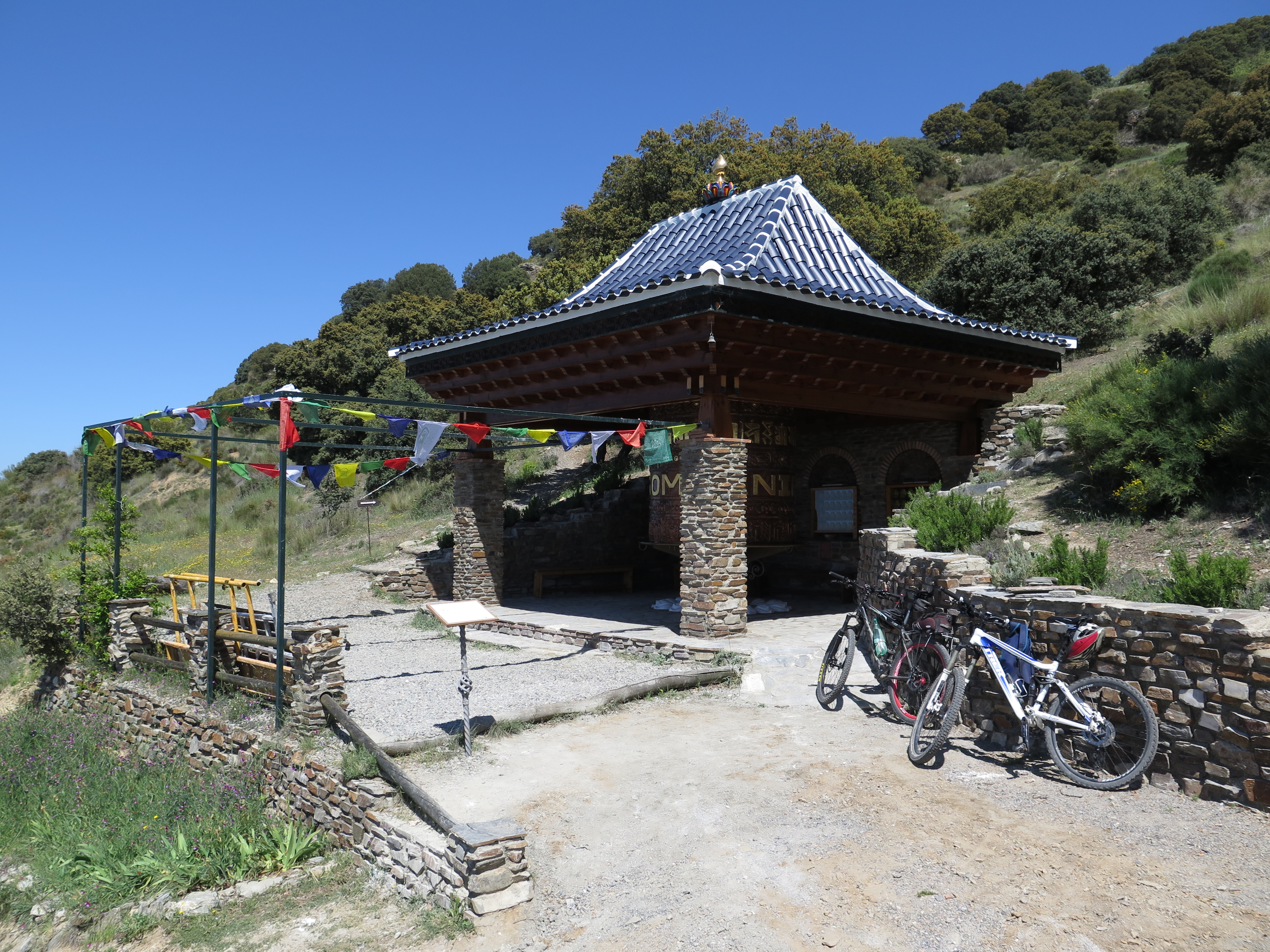
Vista del centro budista O'Sel Ling, en la atalaya de Soportújar

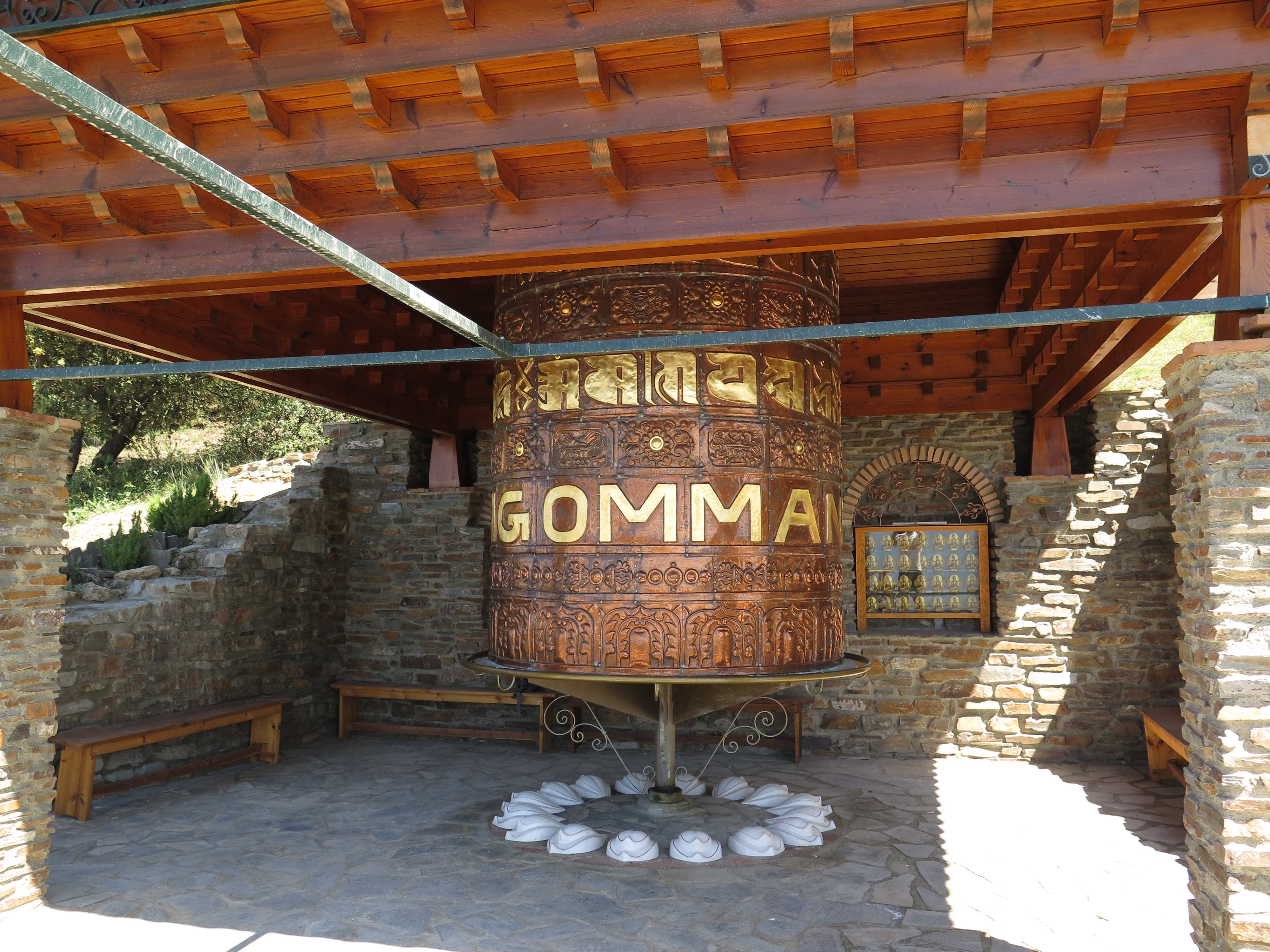
Rueda de plegaria del Centro Budista O'Sel Ling

Abierto todo el año, el recorrido de Proyecto Embrujo pasa por el caso urbano, desde la entrada en el empalme de Soportújar, el puente Encantado (construido en 2014), la cueva del Tío Añunas (renombrada cueva del Ojo de la Bruja), el centro de interpretación de la Brujería, la fuente de las Brujas en el mirador del Embrujo, y la era de las Cruces, ahora renombrada era de los Aquelarres.
La sierra de Soportújar, que forma parte del parque nacional y natural de Sierra Nevada, la atraviesan senderos como el GR7, donde se puede encontrar el Dique 24; también la Ruta Transnevada de ciclismo de montaña, y el sendero Sulayr, donde se puede encontrar la alberca del Almiar.
En la atalaya de Soportújar se encuentra ubicado el centro budista O'Sel Ling, que fue inaugurado por el propio dalái lama Tenzin Gyatso hace ya más de tres décadas, y donde existe un centro de recepción de visitantes, la rueda de oraciones, la diosa Tara y lugares habilitados para el retiro y la meditación.
La iglesia, consagrada a Santa María la Mayor, fue edificada entre 1877 y 1880, con planos del arquitecto Fabio Gago. Es de una sola nave y cuenta con un retablo barroco del siglo XVIII.

### Gastronomía
Son importantes platos de cocina mediterránea, como cocidos, el puchero de hinojos o el plato alpujarreño. Las migas, de pan o de sémola, se toman con pescado, melón, pimientos asados, pisto, ensalada, sandía, etc. Son también típicas la fritada de verduras y las gachas pimentonas, entre otros muchos platos, y postres como los roscos y los pestiños.
En la sierra de Soportújar también se producen castañas, manzanas y peras, judías y hortalizas.